# بئاتریکس بالوگ
بئاتریکس بالوگ (انگلیسی: Beatrix Balogh؛ زادهٔ ۱۲ دسامبر ۱۹۷۴) بازیکن هندبال اهل مجارستان است.